# 格赖瑟萨克
格赖瑟萨克（法語：Graissessac，法語發音：[ɡʁɛsəsak]）是法国埃罗省的一个市镇，属于贝济耶区。

## 地名
该地名“Graissessac”发音特殊，其发音为[ɡʁɛsəsak]，不符合字母“e”在两相同辅音字母前发/ɛ/（如“verrière”，[vɛʁjɛʁ]）或/e/（如“message”，[mesaʒ]）的法语基本发音规则，根据实际发音其应译作“格赖瑟萨克”，《世界地名翻译大辞典》与《世界地名译名词典》将其纯按拼写误译作“格赖塞萨克”。

## 地理
格赖瑟萨克（43°40'50"N, 3°5'33"E）面积10.03 平方千米，位于法国奧克西塔尼大區埃罗省，该省份为法国南部沿海省份，南濒地中海，西南接奥德省，西北接塔恩省和阿韦龙省，东北与加尔省接壤。
与格赖瑟萨克接壤的市镇（或旧市镇、城区）包括：梅拉格、阿韦讷、康普隆、圣艾蒂安-埃斯特雷舒、马尔河畔圣热尔韦。
格赖瑟萨克的时区为UTC+01:00、UTC+02:00（夏令时）。

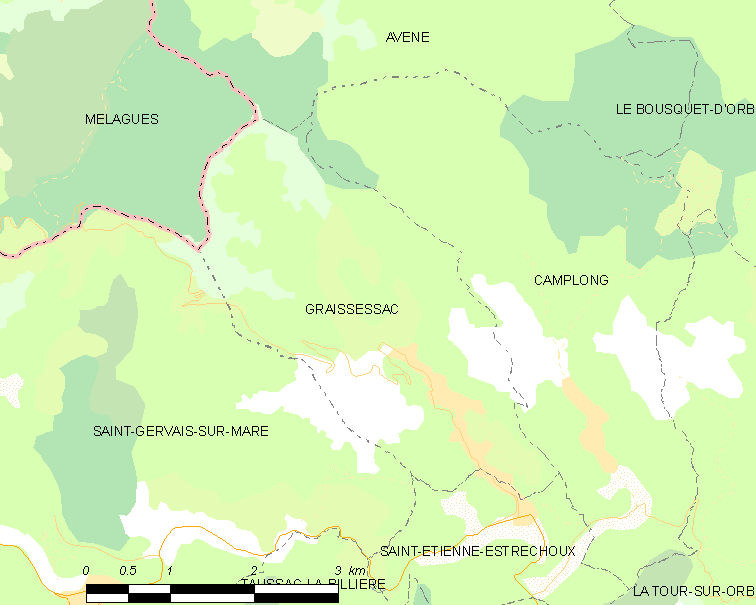
格赖瑟萨克的OSM定位图

## 行政
格赖瑟萨克的邮政编码为34260，INSEE市镇编码为34117。

## 政治
格赖瑟萨克所属的省级选区为克莱蒙莱罗县。

## 人口

1962-2008年间格赖瑟萨克人口变化图示

格赖瑟萨克于2022年1月1日时的人口数量为569人。